# Гирцель, Саломон
Саломон Гирцель (нем. Salomon Hirzel; 13 февраля 1804, Цюрих —8 февраля 1877, Лейпциг) — немецкий издатель и книгопродавец. Коллекционер.

## Биография
Родом из Швейцарии. Сын профессора философии Цюрихского университета. В 1823 отправился в Берлин и поступил в обучение к книгоиздателю Георгу Андреасу Реймеру. В 1830 женился на дочери учителя. В том же году арендовал книжный магазин в Лейпциге, существовавший с 1680 года.

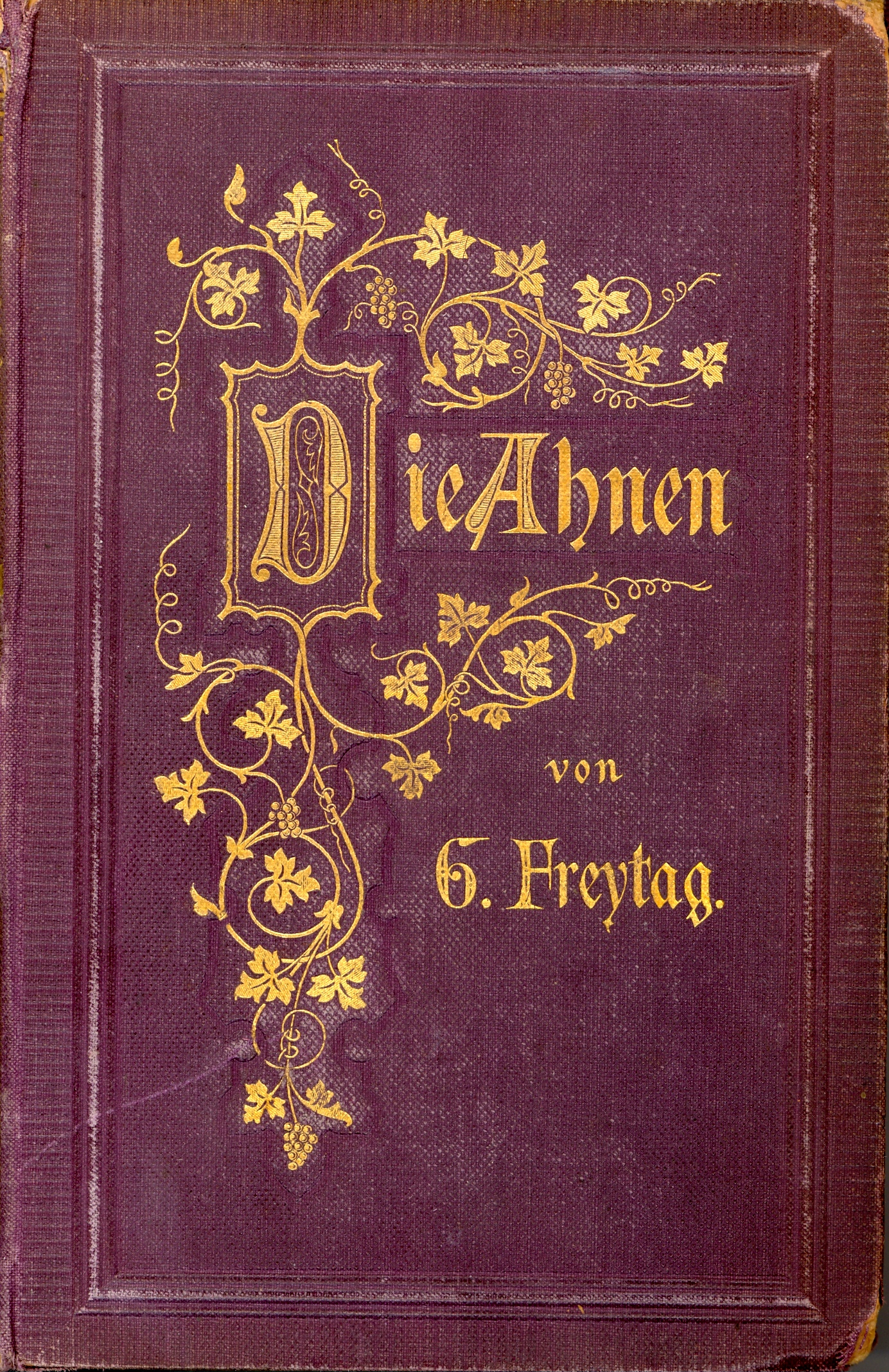
«Die Ahnen» Фрейтага. 1874.

В 1853 году основал в Лейпциге собственную большую издательскую фирму.

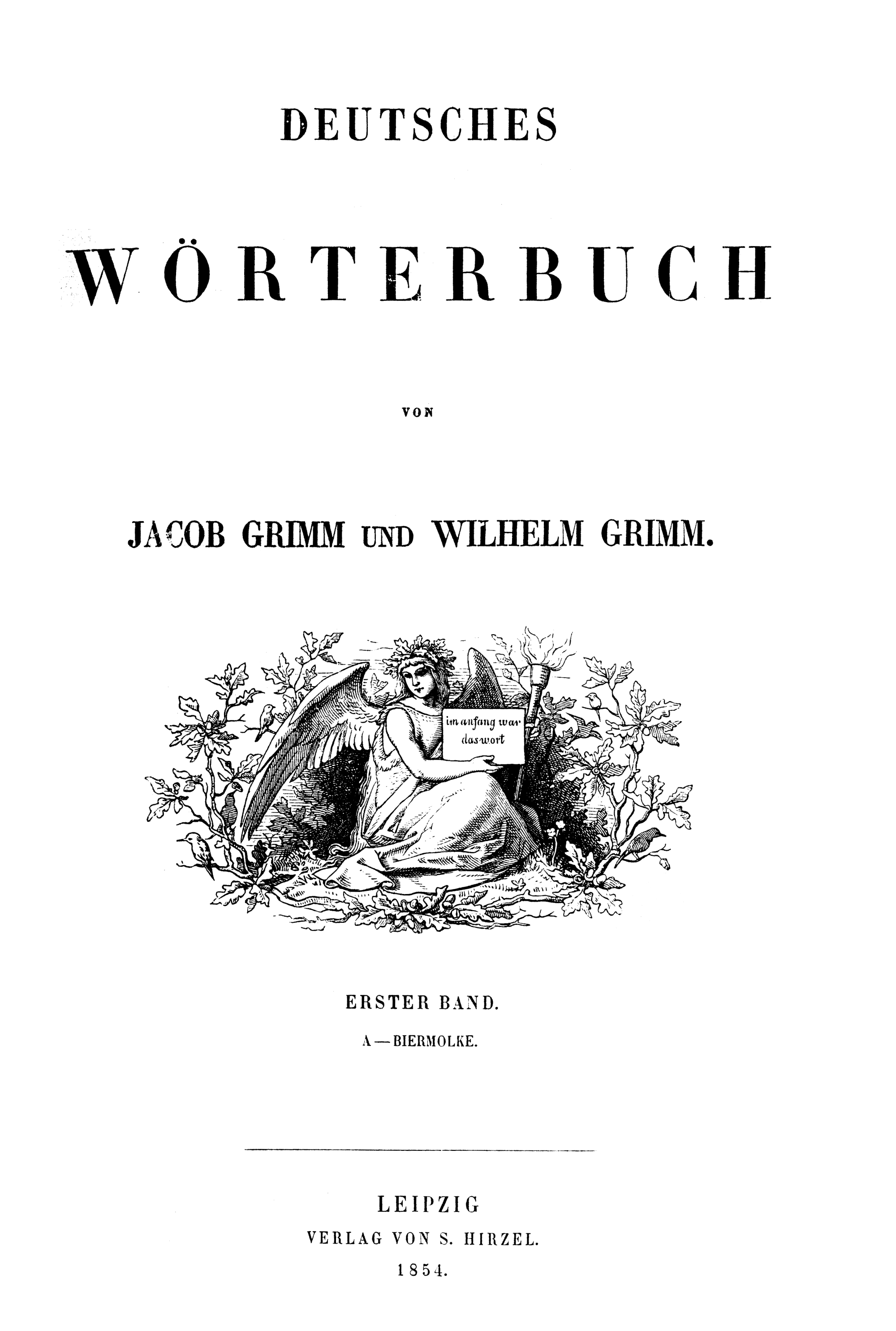
Титульный лист первого тома первого издания «Немецкого словаря братьев Гримм». 1854 г.

В марте 1838 года лейпцигский С. Гирцель по инициативе германиста Рудольфа Фридриха Гаупта предложили Братьям Гримм заняться подготовкой этимологического словаря немецкого языка, отвечающего современным научным требованиям.
В 1854 году издал «Немецкий словарь братьев Гримм», а также сочинения Г. Фрейтага и Г. Трейчке, хроники немецких городов, материалы прусских архивов, Библию рельефным шрифтом и др.
За составленный им полнейший указатель литературы о Гёте «Verzeichniss einer Goethebibliothek», Лейпцигский университет вручил ему докторский диплом.
Кроме издательской деятельности, С. Гирцель был страстным коллекционером редких книг и рукописей крупнейших поэтов, особенно Гёте.
Коллекция С. Гирцеля состояла из 426 оригинальных печатных изданий немецкой литературы периода 1520—1750 гг., в том числе, многих уникальных предметов, например, коллекции книг XVII века, среди них, первые издания Гриммельсгаузена, Х. Рейтера и Х. Вайзе.
Свою обширную библиотеку о Гёте завещал университетам Лейпцига и Франкфурта-на-Майне.

## Память
- Имя Саломона Гирцеля носит одна из улиц Лейпцига.